# Maurice Maeterlinck
Maurice Polydore Marie Bernard Maeterlinck (Gant, Bèlgica, 1862 - Niça, França, 1949) fou un dramaturg, poeta i assagista belga en llengua francesa, principal exponent del teatre simbolista, guardonat amb el Premi Nobel de Literatura l'any 1911.

## Biografia
Va néixer el 29 d'agost del 1862 a la ciutat de Gant, població situada al Flandes oriental. Va iniciar els seus estudis en un col·legi jesuïta i va estudiar dret a la Universitat de Gant. L'any 1885, va publicar els seus primers poemes d'inspiració parnassiana en la revista literària i artística Jeune Belgique. El 1886, va abandonar la seva professió i es va traslladar a París, on va entaular relació amb els escriptors que després més li influiran: Stéphane Mallarmé i Auguste Villiers de L'Isle-Adam. Aquest últim el va introduir en la profunditat de l'idealisme alemany gràcies a les lectures de Hegel i Schopenhauer.
En aquella mateixa època, Maeterlinck estudià Ruysbroeck l'Admirable, un místic flamenc del segle xiv del qual va traduir, el 1891, Ornement des noces spirituelles, cosa que el va portar a descobrir les riqueses intuïtives del món germànic, molt allunyades del racionalisme predominant en la literatura francesa. Amb aquest esperit, i notablement influït per Novalis, va entrar en contacte amb el romanticisme de Jena (Alemanya, 1787-1831), al voltant d'August i Friedrich Schlegel i de la revista l'Atthenäum, precursora, en línia directa, del simbolisme. En les obres que Maeterlinck va publicar entre 1889 i 1896 es reflecteix aquesta influència germànica. El 1920, va ser escollit membre de l'Académie royale de langue et de littérature françaises de Belgique i, al mateix any, escriu Monna Vanna, obra teatral que interpretarà Georgette Leblanc, actriu a qui va conéixer l'any 1895 i que serà la seua companya fins al 1919, any en què contrau matrimoni amb la jove Renée Dahon.
L'any 1921, va impartir classes als Estats Units; més tard, el 1940, va tornar per passar-hi la Segona Guerra Mundial. Durant una curta estada a Portugal, el 1937, va escriure el prefaci del discurs polític d'António de Oliveira Salazar: Una revolució en la pau.
Morí el 5 de maig del 1949 a la ciutat de Niça, situada a la regió francesa de Provença-Alps-Costa Blava.

## Obra literària

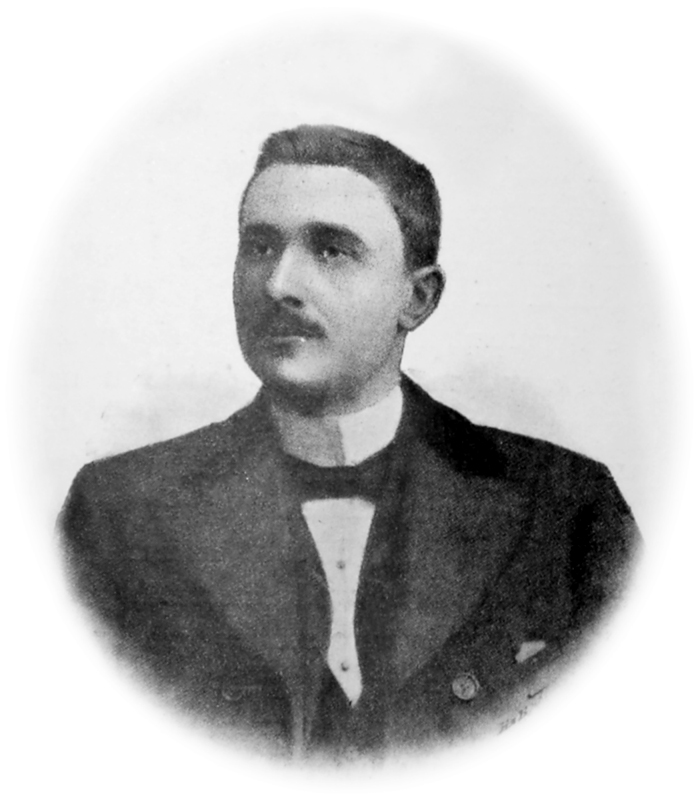
Maurice Maeterlinck

### El poeta
El seu llibre de poemes Serres chaudes (Els hivernacles), il·lustrat per George Minne i publicat el 1889 per Léon Vanier, editor de Paul Verlaine, evidencia la línia de la "despersonalització de l'escriptura" i posa de manifest, en part, l'ideal mallarmià: la suggestió com a essència es convertix en el principal generador de l'acte de la creació pura. Amb la repetició de la paraula, Maeterlinck aconseguix una vibració espiritual, una ressonància interior. El vers és arrítmic, alliberat de convencions. Guillaume Apollinaire queda impressionat per aquesta nova forma de versificar. Maeterlinck abandona el naturalisme i el parnassianisme per dedicar-se a la poesia al·legòrica, en què la imatge recorda la iconografia medieval, la pintura de Pieter Brueghel el Vell o de Hieronymus Bosch.
El 1895, es retrobà amb la cantant Georgette Leblanc, germana de Maurice Leblanc. Amb ella, crearà l'any 1897, a Vila Dupont, un saló literari en el qual hi concorren, entre d'altres: Oscar Wilde, Paul Fort, Stéphane Mallarmé, Camille Saint-Saëns, Anatole France i Auguste Rodin.

### El dramaturg
Maeterlinck, juntament amb els grans dramaturgs Henrik Ibsen, Anton Txékhov, August Strindberg i Gerhart Hauptmann, va contribuir a la transformació de la concepció del drama. Entre 1889 i 1894, va publicar vuit obres, en les quals s'expressen els estats anímics en un món irreal i simbòlic. Sota aquestes característiques, destaquen tres conceptes: el drama estàtic (personatges immòbils, passius i receptius davant del que es desconeix); el personatge sublim (que lluita inútilment contra la mort, el destí o la fatalitat); la tragèdia quotidiana (cap heroisme, el simple fet de viure ja és una tragèdia). L'acció, per mitjà de la interpretació dels actors, ha de suggerir els estats d'ànim front al seu destí, el lent despertar vers la fatalitat.

### L'assagista

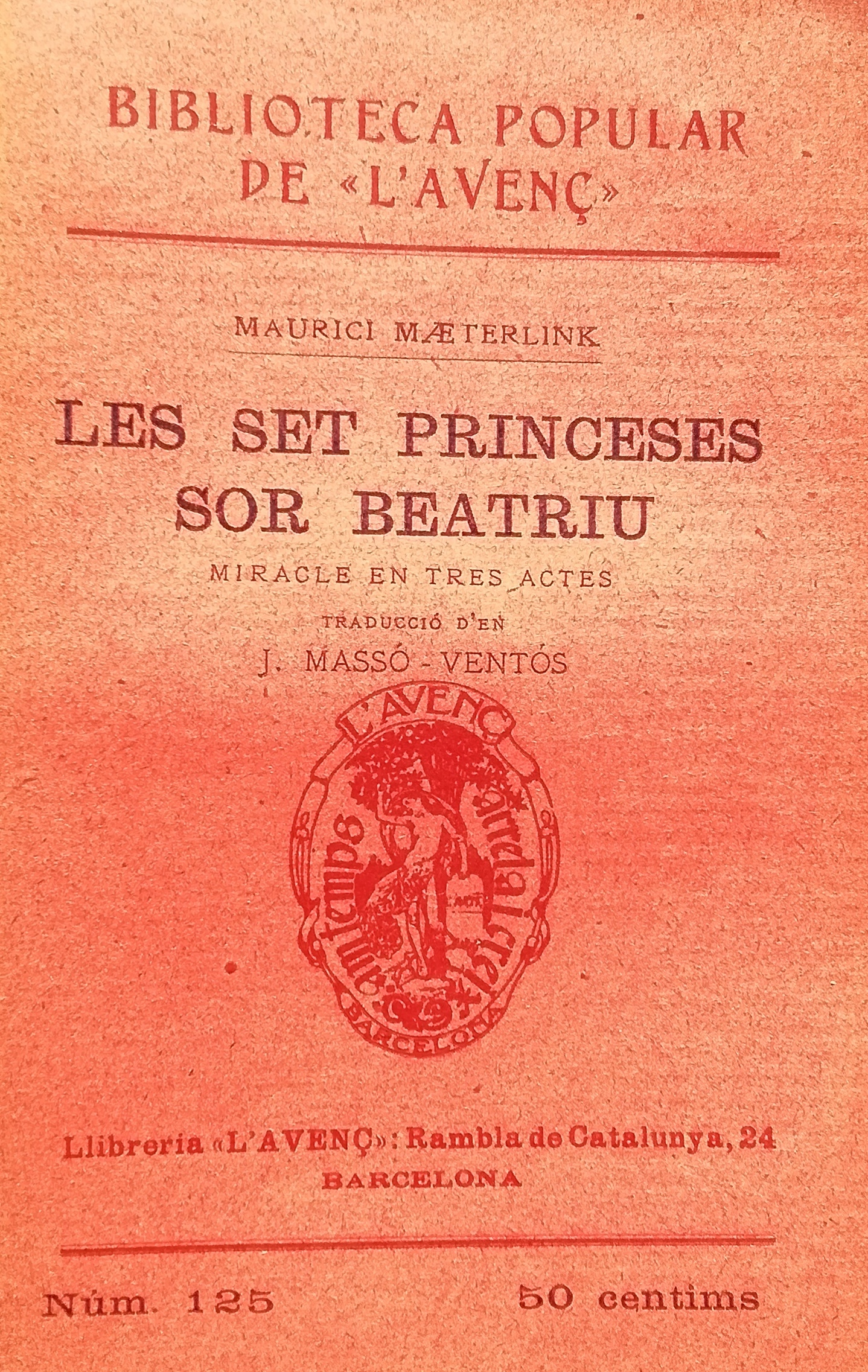
Les Set Princeses (Les Sept Princesses) i Sor Beatriu (Sœur Béatrice) de Maurice Maeterlinck en la traducció catalana publicada a Barcelona l'any 1912 dins la col·lecció Biblioteca Popular de L'Avenç

Després de les seva dramatúrgia, realitza assaigs filosòfics en els quals aborda la vida de la natura i el misteri de l'ésser humà: Le trésor des humbles (El tresor dels humils, 1896); La vie des abeilles (La vida de les abelles, 1901); L'intelligence des fleurs (La intel·ligència de les flors, 1907); La vie des termites (La vida dels tèrmits, 1927) i La vie des fourmis (La vida de les formigues, 1930).

## Èxits internacionals
L'any 1908, Konstantín Stanislavski posa en escena l'obra L'Oiseau bleu (L'ocell blau) al Teatre d'Art de Moscou. Aquesta obra serà representada amb gran èxit arreu del món.
El 1911, Maeterlinck va ser guardonat amb el Premi Nobel de Literatura “en reconeixement de les seves activitats literàries, i especialment als seus treballs dramàtics, que són distingits per una abundància de la imaginació i per una suposició poètica, que revela, sovint sota el pretext d'un conte de fades, una inspiració profunda, mentre que d'una manera misteriosa recorden sensacions pròpies als lectors i estimulen la seva imaginació”. Va ser nomenat comte pel rei Albert I de Bèlgica i condecorat per francesos i belgues com a reconeixement dels serveis prestats als aliats durant la Primera Guerra Mundial.
Un any abans de la seva mort, va publicar Bulles bleues, obra autobiogràfica en què recull els records de la seva infantesa.

## Obra seleccionada
- 1889: Serres chaudes (Els hivernacles)
- 1889: La Princesse Maleine (La princesa Malena), el compositor Cyril Meir Scott en va musicar una obertura.
- 1890: L'Intruse (La intrusa)
- 1890: Les Aveugles (Els cecs)
- 1891: Les sept princesses (Les set princeses), el compositor Pier Bréville va musicar-la per a l'escena. Es va traduir al català l'any 1912 dins la Biblioteca Popular de L'Avenç, juntament amb l'obra Sor Beatriu (Sœur Béatrice).
- 1892: Pelléas et Mélisande – Transformada en òpera per Claude Debussy [Vegeu Pelléas et Mélisande (Debussy)] i representada a l'Opéra-Comique de París el 1902. Va ser també musicada per Arnold Schoenberg en forma de poema simfònic i Cyril Meir Scott va compondre, al seu torn, una obertura per aquesta obra.
- 1894: Alladine et Palomides (Aladí i Palòmides)
- 1894: Intérieur (Interior)
- 1894: La Mort de Tintagiles
- 1896: Le trésor des humbles (El tresor dels humils)
- 1896: Douze Chansons (Dotze cançons)
- 1901: La vie des abeilles (La vida de les abelles)
- 1902: Monna Vanna
- 1907: L'intelligence des fleurs (La intel·ligència de les flors)
- 1909: L'Oiseau bleu (L'ocell blau) obra a què posà música el compositor anglès Norman O'Neill (1875-1932).
- 1927: La vie des termites (La vida dels tèrmits)
- 1930: La vie des fourmis (La vida de les formigues)
- 1948: Bulles bleues